# Sojus MS-22
Sojus MS-22 ist die Missionsbezeichnung für einen Flug eines russischen Sojus-Raumschiffs zur Internationalen Raumstation (ISS). Es war der 67. Besuch eines Sojus-Raumschiffs bei der ISS und der 174. Flug im Sojusprogramm.

## Besatzung

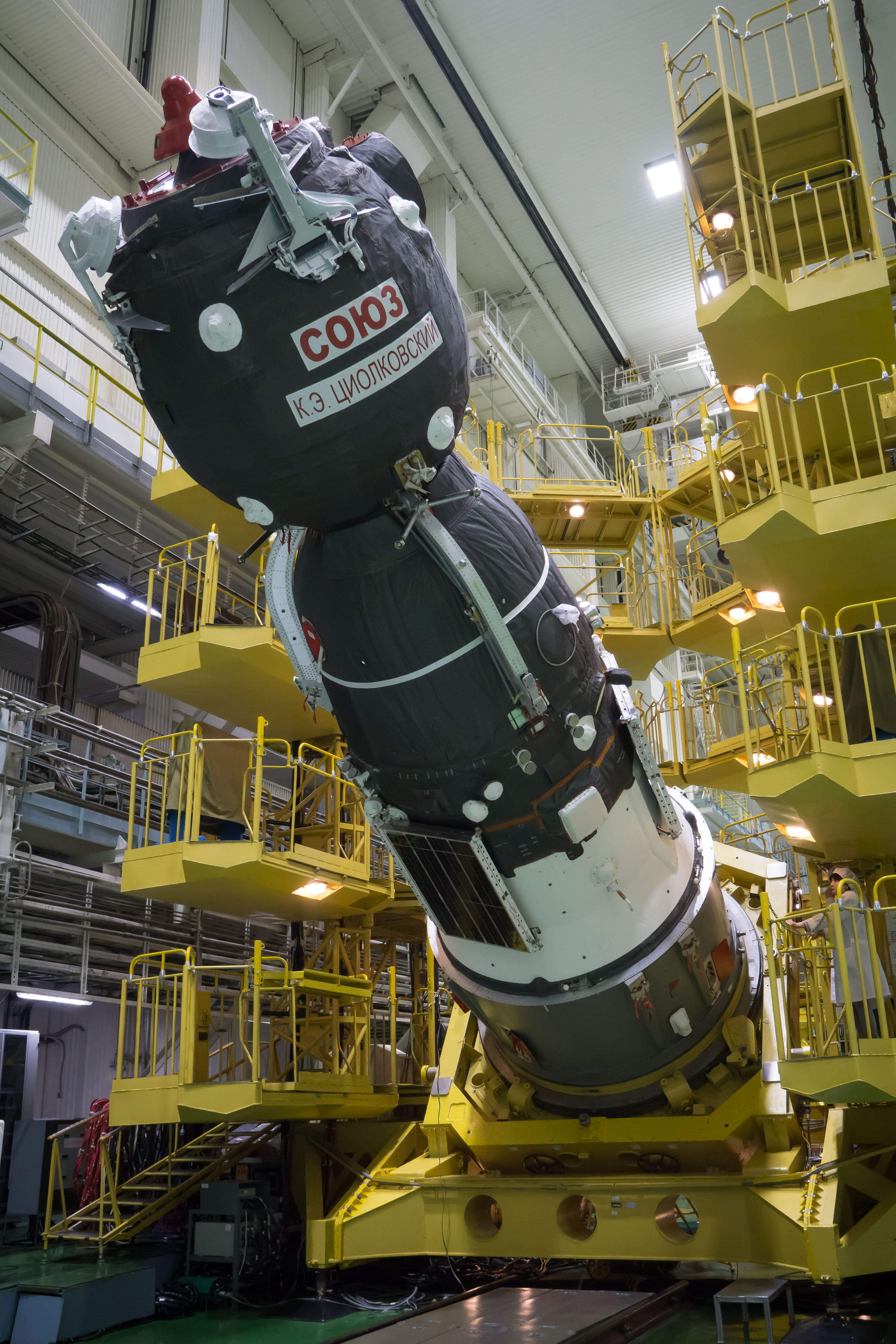
Die Raumkapsel Sojus MS-22 bei Vorbereitungen für den Start, aufgenommen am 13. September 2022 vor ihrer Montage auf der Trägerrakete.

Die ursprüngliche Besatzung aus drei russischen Kosmonauten wurde im Mai 2021 nominiert. Der amerikanische Astronaut Francisco Rubio ersetzte Anna Kikina als Teil des Sojus-Dragon-Besatzungsaustausches, bei dem mindestens ein NASA-Astronaut beziehungsweise ein Roskosmos-Kosmonaut auf jeder der Rotationsmissionen der Besatzung bleiben. Dies stellt sicher, dass beide Länder auf der Station präsent sind und ihre getrennten Systeme aufrechterhalten können, wenn entweder Sojus oder ein amerikanisches Raumschiff für einen längeren Zeitraum am Boden bleiben.

### Startbesatzung
- Sergei Prokopjew (2. Raumflug), Kommandant (Russland/Roskosmos)
- Dmitri Petelin (1. Raumflug), Bordingenieur (Russland/Roskosmos)
- Francisco Rubio (1. Raumflug), Bordingenieur (USA/NASA)

### Ersatzmannschaft
- Oleg Kononenko (5. Raumflug), Kommandant (Russland/Roskosmos)
- Nikolai Tschub (1. Raumflug), Bordingenieur (Russland/Roskosmos)
- Loral O’Hara (1. Raumflug), Bordingenieur (USA/NASA)

## Vorbereitung
Die Raumfähre Sojus MS-22 kam im Dezember 2021 in Baikonur an und wurde dort Tests unterzogen, während sich die Besatzung im russischen Astronauten-Trainingszentrum in der Nähe von Moskau auf den Flug vorbereitete.

## Start

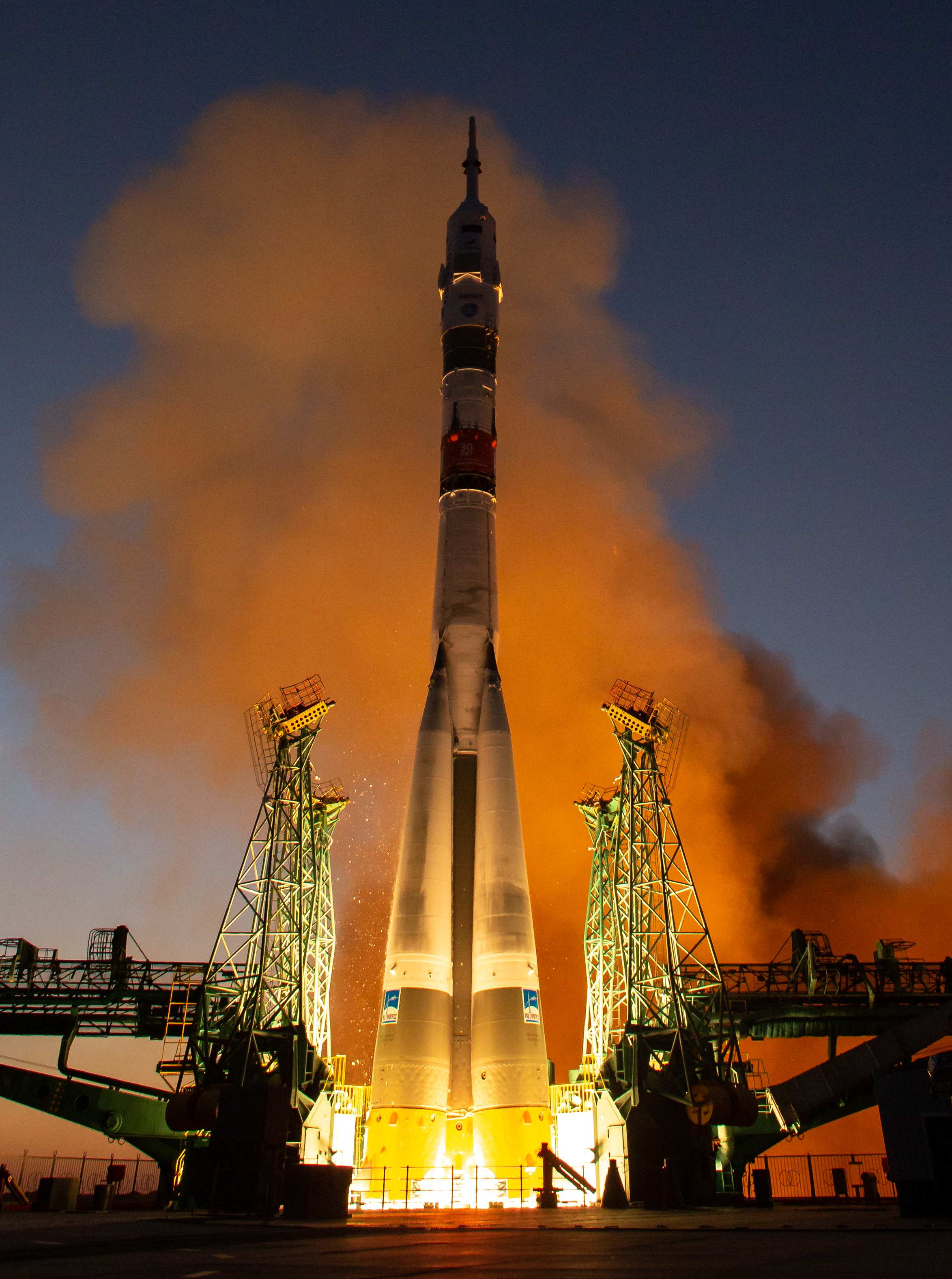
Der Start von Sojus MS-22 auf einer Sojus-2.1a Trägerrakete am 21. September 2022 von Baikonur. An Bord waren die Astronauten Prokopjew, Petelin und Rubio.

Am 21. September 2022 um 16:54 Moskauer Zeit (13:54 UTC, 15:54 Mitteleuropäische Sommerzeit (MESZ)) startete Sojus MS-22 vom Kosmodrom Baikonur zur Internationalen Raumstation (ISS). Drei Stunden später, um 20:06 Moskauer Zeit (17:06 UTC, 19:06 MESZ), dockte die Raumkapsel an das Rasswet-Modul des russischen ISS-Segments an.
Beim Andocken von Sojus MS-22 lief auf der ISS die ISS-Expedition 67, Kommandant der ISS war zu dieser Zeit Oleg Germanowitsch Artemjew.

## Missionsverlauf

### Leck im Kühlkreislauf

#### Identifizierung eines Lecks während Außenbordeinsatz-Vorbereitungen

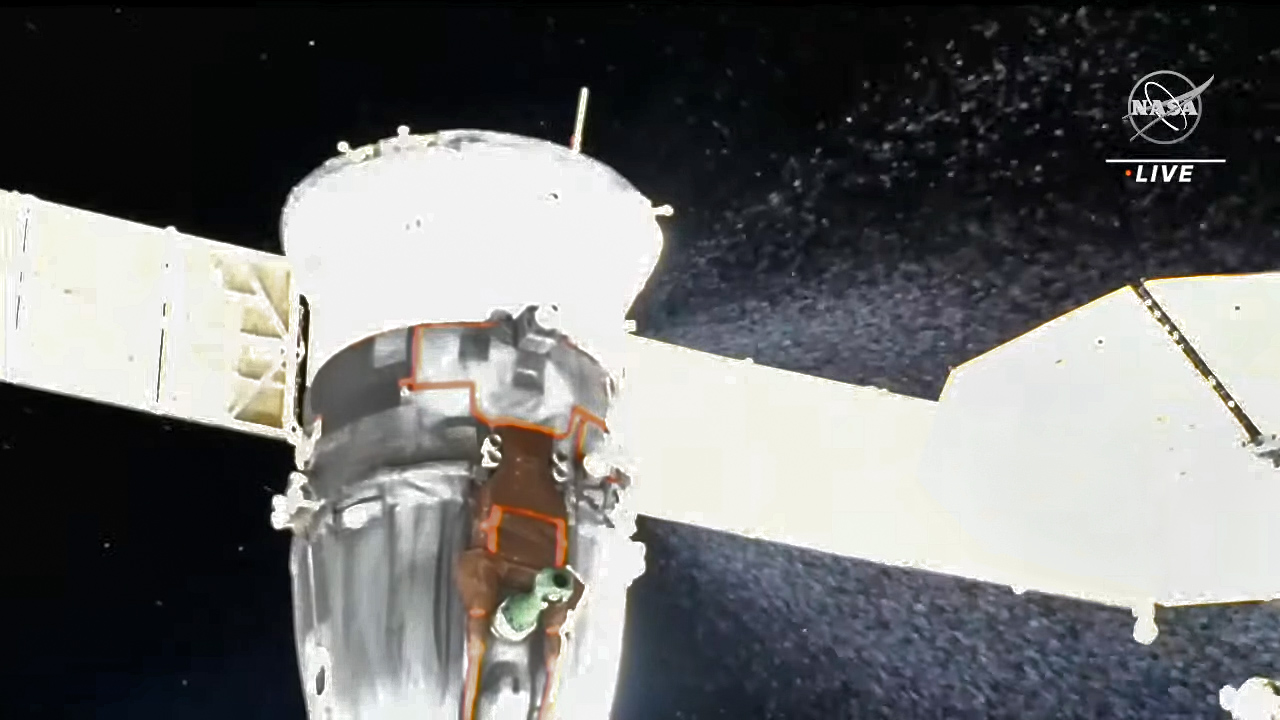
Das ausströmende Kühlmittel

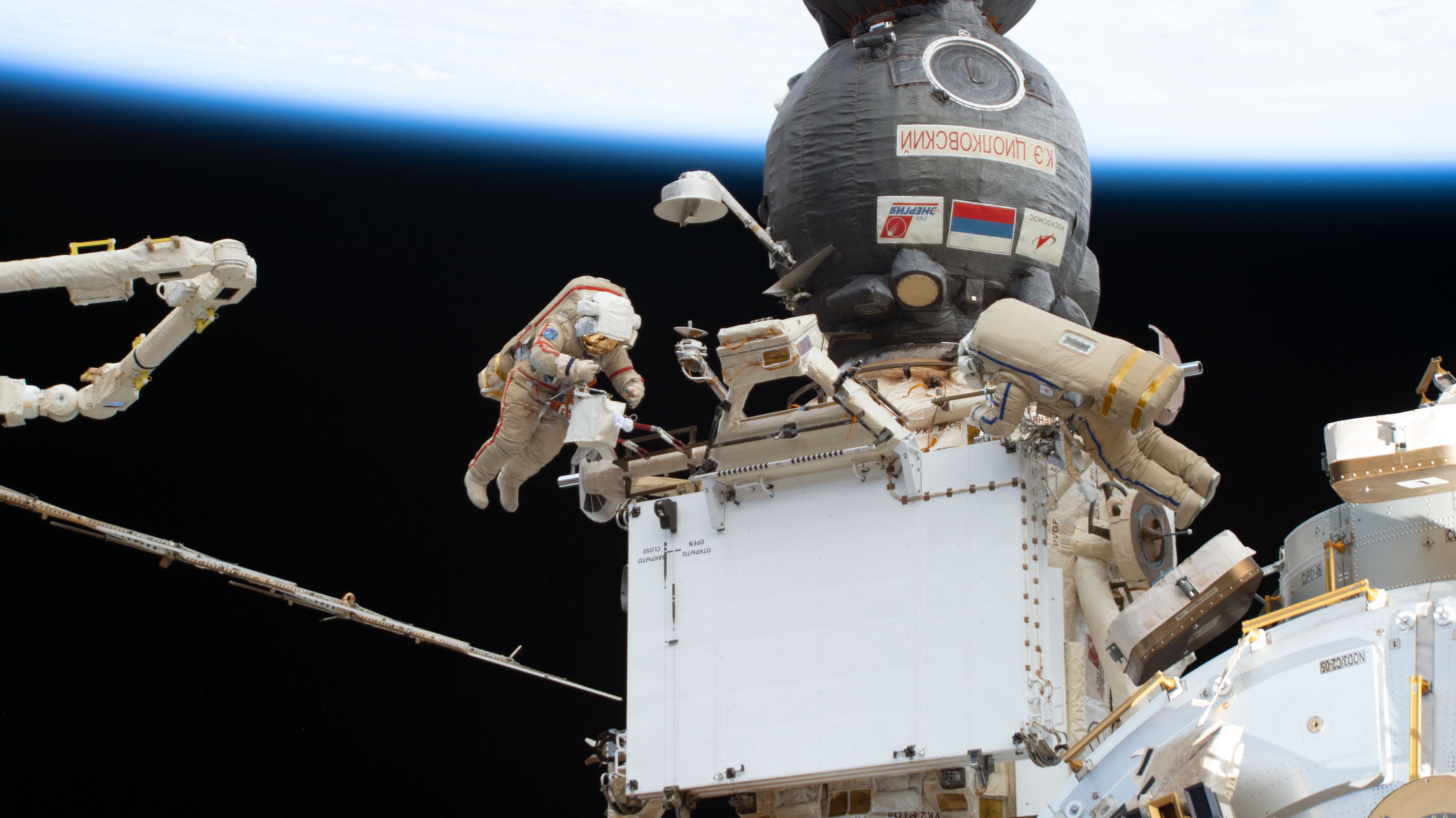
Die Kosmonauten Sergei Prokopjew und Dmitri Petelin während eines Außenbordeinsatzes am 17. November 2022 vor dem Modul Rasswet. Die angedockte Sojus MS-22 ist in der oberen Bildhälfte zu erkennen.

Bei Vorbereitungen eines Außenbordeinsatzes der russischen Kosmonauten Sergej Prokopjew und Dmitri Petelin wurde am 15. Dezember 2022 ein potenzieller Schaden an der angedockten Sojus MS-22 entdeckt. Dabei wurde in den Kontrollzentren in Houston und Moskau visuell ein Leck am Servicemodul ausgemacht, Sensoren meldeten einen Druckabfall im Kühlkreislauf des Raumschiffs. Kühlflüssigkeit trat über mehrere Stunden nach außen, was in einer Live-Übertragung auf dem Sender NASA TV sichtbar war. Die NASA gab später an, dass dadurch ein Großteil der Kühlflüssigkeit von Sojus MS-22 in den Weltraum entwichen sei. Der frühere Leiter für Sicherheit in der bemannten Raumfahrt bei der ESA, Tommaso Sgobba, vermutete es handle sich bei der Kühlflüssigkeit um Ammoniak. In gefrorener Form berge dies das Risiko, dass bei der Rückkehr von Außenbordeinsätze Partikel den bewohnten Teil der Raumstation kontaminierten. Die Kosmonauten Prokopjew und Petelin waren zum Zeitpunkt der Entdeckung des Lecks in Raumanzüge gekleidet, in der Luftschleuse im Modul Poisk war der Druck bereits abgelassen worden. Der Einsatz wurde abgebrochen und die russische Kosmonautin Anna Kikina nutzte den Roboterarm ERA um weitere Erkenntnisse über das Problem zu sammeln.
In der Folge wurde ein Außenbordeinsatz der amerikanischen Astronauten Josh Cassada und Francisco Rubio verschoben, um mit dem Roboterarm Canadarm2 eine erneute Untersuchung des Lecks durchzuführen, nachdem die Inspektion durch ERA keine eindeutigen Hinweise über die Problemursache fand. Trotz der zunächst unklaren Informationslage spekulierten Beamte der russischen Raumfahrtbehörde am 16. Dezember 2022, es könne sich um einen Einschlag eines Mikrometeoroiden gehandelt haben. Die Behörde dementierte zudem Berichte, die Temperatur in MS-22 habe sich auf 50 Grad Celsius erhöht und sprach stattdessen von 30 Grad, einem Wert der keine direkte Bedrohung für die Crew der Internationalen Raumstation und die Raumkapsel darstelle. Auch die NASA gab an, Temperatur und Luftfeuchtigkeit in Sojus MS-22 seien in einem „akzeptablen Bereich“.

#### Möglicher Zusammenhang mit einem Leck an Progress MS-21/82P
Nach dem Andocken des unbemannten russischen Versorgungsflugs Progress MS-22/83P am 11. Februar 2023 bemerkten Roskosmos-Ingenieure einen „Druckabfall“ in einem System des Raumschiffs des vorherigen Versorgungsflugs Progress MS-21/82P, das seit Oktober 2022 an der ISS angedockt war und die Station im Februar 2023 verlassen sollte, um beim Wiedereintritt in die Erdatmosphäre zu verglühen. Die NASA bestätigte kurz darauf, dass sich der Druckabfall im Kühlkreislauf von Progress MS-21 ereignet habe. Über die Ursache dieses zweiten Lecks wurde zunächst nichts bekannt gegeben, die NASA gab jedoch auch diesem Fall an es bestehe keine Gefahr für die Besatzung. Der Journalist Jeff Foust äußerte auf dem Nachrichtenportal Spacenews, das zweite Leck ziehe die offizielle Erklärung von Seiten Roskosmos, das Leck an Sojus MS-22 sei durch den Einschlag eines Mikrometeroiden verursacht worden in Zweifel. Progress MS-21 verließ die ISS schließlich am 18. Februar 2023, eine optische Kontrolle fand zunächst keine offensichtlichen Beschädigungen. Dadurch wurde der Andockplatz am Poisk-Modul für die Ankunft von Sojus MS-23 frei.

### Folgen des Lecks
Angesichts des Schadens war es einige Zeit unklar, ob Sojus MS-22 wie ursprünglich geplant im März 2023 die drei Crew-Mitglieder Prokopjew, Petelin und Rubio zur Erde bringen könnte. Zudem dienen Raumkapseln, die an der Station angedockt sind, im Notfall als Fluchtkapseln für die Astronauten. Ein Ausfall von MS-22 reduziert diese Kapazität. Es ist zeitgleich eine Crew Dragon Raumfähre angedockt, mit nominell vier Sitzplätzen bei einer Gesamtbesatzung von sieben Astronauten. Roskosmos wog verschiedene Optionen ab, darunter die Folgemission Sojus MS-23 früher zu starten. Der Startzeitpunkt von Sojus MS-23 hat Einfluss auf die geplanten Besatzungen auf der Station sowie auf die geplanten Starts amerikanischer bemannter Raumfähren. Durch eine Vereinbarung von Roskosmos und NASA soll sichergestellt werden, dass stets ein russischer und ein amerikanischer Astronaut an Bord der Station ist, damit diese sicher bedient werden kann. Dazu gehören auch gemischte Besatzungen bei Starts, um beim Ausfall einer Fähre Redundanz zu schaffen.
Im Januar 2023 entschied Roskosmos, Sojus MS-22 unbemannt zur Erde zurückzuschicken. Aufgrund der ausgetretenen Kühlflüssigkeit wäre ein Rücktransport der Besatzung mit Sojus MS-22 ohne Kühlung lebensgefährlich. Stattdessen sollten Rubio, Prokopjew und Petelin mit dem Flug Sojus MS-23 zur Erde zurückkehren. Dieser war ursprünglich als eine bemannte Mission vorgesehen, die drei Besatzungsmitglieder zur ISS transportieren sollte. Sojus MS-23 hob im Februar 2023 leer ab, die ursprünglich vorgesehenen Crew-Mitglieder wurden dem nächsten Flug Sojus MS-24 zugeteilt. Der Aufenthalt der Sojus-MS-22-Mannschaft auf der ISS verlängerte sich damit um mehrere Monate bis zum Start von Sojus MS-24. Der Startzeitpunkt von Sojus MS-23 wurde in Folge des Lecks an MS-22 von Mitte März auf Februar vorgezogen. Nach dem zweiten Leck an Progress MS-21 unterbrach Roskosmos die Startvorbereitungen von Sojus MS-23 für Untersuchungen an der Raumfähre, der vorgesehene Startzeitpunkt verschob sich dadurch auf den 24. Februar 2023.
Am 28. März 2023 kehrte Sojus MS-22 zu Erde zurück, unbemannt, aber mit 218 kg Fracht beladen. Die Rückkehr der drei Kosmonauten erfolgte mit Sojus MS-23 am 27. September 2023.

## Trivia
Das Raumfahrzeug der Mission MS-22, eine Kapsel vom Typ Sojus MS, ist nach Konstantin Ziolkowski benannt, einem Erfinder, der als bedeutender Wegbereiter der sowjetischen Raumfahrt gilt. Sein 165. Geburtstag war am 17. September 2022, wenige Tage vor dem Start von Sojus MS-22.
Der typische Indikator, der der Crew durch ein freies Schweben den Übergang in die Schwerelosigkeit anzeigt, war bei MS-22 die russische Kinderbuch-Figur Tscheburaschka.